# Trần Lãm (phường)
Trần Lãm là một phường thuộc tỉnh Hưng Yên, Việt Nam. Tên phường được đặt theo tên Trần Lãm, một thủ lĩnh chiếm đóng ở vùng Bố Hải Khẩu, nay thuộc tỉnh Hưng Yên (trước kia là Thái Bình), Việt Nam, thời loạn 12 sứ quân.
Hiện tại, đây là một trong năm phường đang có tốc độ đô thị hoá cao trong khu vực phía Tây Nam tỉnh Hưng Yên.

## Lịch sử

### Trước năm 1945
Vào thời Bắc thuộc khu vực này nằm trong vùng Bố Hải Khẩu, thuộc hương Đa Cương của quận Giao Chỉ. Vào thế kỷ thứ X, nơi đây là cửa biển, do sứ quân Trần Lãm chiếm giữ làm căn cứ giúp Đinh Bộ Lĩnh dẹp nạn 12 sứ quân, thống nhất non sông. Sau Bố Hải Khẩu được bồi lấp dần thành xã Kỳ Bố; tới thời Hậu Lê, đời vua Lê Thánh Tông thuộc trấn Sơn Nam.
Thời Nguyễn (niên hiệu Minh Mạng) có tên gọi là xã Lạc Đạo, thuộc tổng Lạc Đạo, huyện Vũ Tiên, phủ Kiến Xương, trấn Sơn Nam Hạ. Thời kỳ này xã Lạc Đạo có 4 thôn nên nhân dân ngày xưa gọi là "Lạc Đạo tứ thôn" gồm:
- Thôn Bắc: (xóm Quang Trung cũ) nay thuộc địa bàn các tổ dân phố số: 22, 23, 24, 25, 26, 27, 28, 29, 30, 31, 32, 33, 34 và tổ dân phố số 35.
- Thôn Nhất: (xóm Hòa Bình cũ) nay thuộc địa bàn các tổ dân phố số: 19, 20 và tổ dân phố số 21.
- Thôn Nhì: (xóm Lê Lợi cũ) nay thuộc địa bàn các tổ dân phố số: 14, 15, 16, 17, 18, 36 và tổ dân phố số 37.
- Thôn Cự Lộng: (xóm Trưng Trắc, Thái Học, Đống Nế cũ) nay thuộc địa bàn các tổ dân phố 01, 02, 03, 04, 05, 06, 07, 08, 09, 10, 11, 12, 13 và xóm Trường Chinh thuộc xã Vũ Chính, thành phố Thái Bình ngày nay.

### Sau năm 1945
Sau Cách mạng tháng 8 năm 1945, ngày 10/4/1946 Hội đồng nhân dân tỉnh Thái Bình quyết định xóa bỏ đơn vị hành chính Tổng, đổi Phủ thành Huyện, xã Lạc Đạo và xã Tống Vũ được sáp nhập thành xã Vũ Lãm do huyện Vũ Tiên quản lý.
Ngày 17/6/1969 Hội đồng Chính phủ ra quyết định số 93/CP hợp nhất huyện Vũ Tiên và huyện Thư Trì để thành lập huyện Vũ Thư (xã Vũ Lãm trực thuộc huyện Vũ Thư).
Ngày 18/12/1976 xã Vũ Lãm và xã Vũ Chính sáp nhập thành xã Chính Lãm.
Ngày 05/4/1982 tách xã Chính Lãm thành 02 xã Vũ Chính và Trần Lãm.
Ngày 08/4/1982 Hội đồng Bộ trưởng ra quyết định sáp nhập xã Trần Lãm về thị xã Thái Bình (nay là thành phố Thái Bình).
Ngày 12/4/2002 Thủ tướng Chính phủ ra nghị định số 45/2002/NĐ-CP thành lập phường Trần Lãm, trực thuộc thành phố Thái Bình, tỉnh Thái Bình.
Ngày 13/12/2019 Chủ tịch HĐND tỉnh ra nghị quyết số 53/NQ-HĐND sáp nhập một số tổ dân phố trên địa bàn phường.
Ngày 16 tháng 6 năm 2025, Ủy ban Thường vụ Quốc hội ban hành Nghị quyết số 1666/NQ-UBTVQH15 về việc sắp xếp các đơn vị hành chính cấp xã của tỉnh Hưng Yên năm 2025. Theo đó, sắp xếp toàn bộ diện tích tự nhiên, quy mô dân số của phường Trần Lãm, phường Kỳ Bá và các xã Vũ Đông, Vũ Lạc, Vũ Chính, Tây Sơn thành phường mới có tên gọi là phường Trần Lãm.

## Địa lý
Phường Trần Lãm nằm ở phía tây nam của tỉnh Hưng Yên, có vị trí địa lý:
- Phía đông giáp xã Quang Lịch và xã Bình Nguyên.
- Phía tây giáp các phường Trà Lý, Thái Bình, Trần Hưng Đạo và Vũ Phúc.
- Phía nam giáp xã Vũ Quý và xã Thư Vũ.
- Phía bắc giáp xã Đông Quan và xã Nam Đông Hưng.

Phường nằm trong vùng khí hậu cận nhiệt đới ẩm, tiểu vùng khí hậu duyên hải. Nhiệt độ trung bình là 22°C. Tháng nóng nhất là tháng 6 với 26°C và tháng lạnh nhất là tháng 1 với 17°C. Lượng mưa trung bình là 2.134 milimét mỗi năm. Tháng ẩm ướt nhất là tháng 9 với lượng mưa 408 mm và tháng khô nhất là tháng 1 với lượng mưa 21 mm.
| 1                                                     | 2        | 3        | 4        | 5         | 6         | 7         | 8      | 9         | 10        | 11       | 12       |
| 21 13                                                 | 32 21 16 | 49 22 17 | 98 24 21 | 194 26 23 | 253 26 25 | 322 27 20 | 393 26 | 408 25 23 | 231 26 20 | 95 25 18 | 38 21 14 |
| Trung bình tối đa và tối thiểu. Nhiệt độ tính theo °C |          |          |          |           |           |           |        |           |           |          |          |
| Tổng lượng giáng thủy tính theo mm                    |          |          |          |           |           |           |        |           |           |          |          |

| Đổi ra hệ đo lường Anh                                | Đổi ra hệ đo lường Anh | Đổi ra hệ đo lường Anh | Đổi ra hệ đo lường Anh | Đổi ra hệ đo lường Anh | Đổi ra hệ đo lường Anh | Đổi ra hệ đo lường Anh | Đổi ra hệ đo lường Anh | Đổi ra hệ đo lường Anh | Đổi ra hệ đo lường Anh | Đổi ra hệ đo lường Anh | Đổi ra hệ đo lường Anh |
| ----------------------------------------------------- | ---------------------- | ---------------------- | ---------------------- | ---------------------- | ---------------------- | ---------------------- | ---------------------- | ---------------------- | ---------------------- | ---------------------- | ---------------------- |
| 1                                                     | 2                      | 3                      | 4                      | 5                      | 6                      | 7                      | 8                      | 9                      | 10                     | 11                     | 12                     |
| 0.8 70 55                                             | 1.3 70 61              | 1.9 72 63              | 3.9 75 70              | 7.6 79 73              | 10 79 77               | 13 81 68               | 15 79                  | 16 77 73               | 9.1 79 68              | 3.7 77 64              | 1.5 70 57              |
| Trung bình tối đa và tối thiểu. Nhiệt độ tính theo °F |                        |                        |                        |                        |                        |                        |                        |                        |                        |                        |                        |
| Tổng lượng giáng thủy tính theo inch                  |                        |                        |                        |                        |                        |                        |                        |                        |                        |                        |                        |

| 1                                                     | 2        | 3        | 4        | 5         | 6         | 7         | 8      | 9         | 10        | 11       | 12       |
| 21 13                                                 | 32 21 16 | 49 22 17 | 98 24 21 | 194 26 23 | 253 26 25 | 322 27 20 | 393 26 | 408 25 23 | 231 26 20 | 95 25 18 | 38 21 14 |
| Trung bình tối đa và tối thiểu. Nhiệt độ tính theo °C |          |          |          |           |           |           |        |           |           |          |          |
| Tổng lượng giáng thủy tính theo mm                    |          |          |          |           |           |           |        |           |           |          |          |

| Đổi ra hệ đo lường Anh                                | Đổi ra hệ đo lường Anh | Đổi ra hệ đo lường Anh | Đổi ra hệ đo lường Anh | Đổi ra hệ đo lường Anh | Đổi ra hệ đo lường Anh | Đổi ra hệ đo lường Anh | Đổi ra hệ đo lường Anh | Đổi ra hệ đo lường Anh | Đổi ra hệ đo lường Anh | Đổi ra hệ đo lường Anh | Đổi ra hệ đo lường Anh |
| ----------------------------------------------------- | ---------------------- | ---------------------- | ---------------------- | ---------------------- | ---------------------- | ---------------------- | ---------------------- | ---------------------- | ---------------------- | ---------------------- | ---------------------- |
| 1                                                     | 2                      | 3                      | 4                      | 5                      | 6                      | 7                      | 8                      | 9                      | 10                     | 11                     | 12                     |
| 0.8 70 55                                             | 1.3 70 61              | 1.9 72 63              | 3.9 75 70              | 7.6 79 73              | 10 79 77               | 13 81 68               | 15 79                  | 16 77 73               | 9.1 79 68              | 3.7 77 64              | 1.5 70 57              |
| Trung bình tối đa và tối thiểu. Nhiệt độ tính theo °F |                        |                        |                        |                        |                        |                        |                        |                        |                        |                        |                        |
| Tổng lượng giáng thủy tính theo inch                  |                        |                        |                        |                        |                        |                        |                        |                        |                        |                        |                        |